# 1712 en philosophie
Chronologie de la philosophie
- 1708
- 1709
- 1710
- 1711
- 1712
- 1713
- 1714
- 1715
- 1716

L’année 1712 a été marquée, en philosophie, par les événements suivants :

## Publications
- Samuel Clarke :  traité de la Trinité, qui le fit passer pour antitrinitaire et lui attira quelques difficultés.

- Fénelon :  
  - Dialogues des morts (1712) ;
  - Démonstration de l'existence de Dieu, tirée de la connaissance de la Nature et proportionnée à la faible intelligence des plus simples (1712), et avec une deuxième partie, 1718, souvent réimprimé, notamment en 1810 avec notes de Louis-Aimé Martin ;

- Pierre-Daniel Huet : 
  - Dissertations sur diverses matières de religion et de philosophie, 1712
  - Le grand trésor historique et politique du florissant commerce des Hollandais… , 1712

## Naissances
- 28 juin à Genève : Jean-Jacques Rousseau, mort le 2 juillet 1778 à Ermenonville, est un écrivain, philosophe et musicien genevois francophone. Orphelin de mère très jeune, sa vie est marquée par l'errance. Si ses livres et lettres connaissent à partir de 1749 un fort succès, ils lui valent aussi des conflits avec l'Église catholique et Genève qui l'obligent à changer souvent de résidence et alimentent son sentiment de persécution. Après sa mort, son corps est transféré au Panthéon de Paris en 1794.